# Strangalia berendtiana
Strangalia berendtiana là một loài bọ cánh cứng trong họ Cerambycidae.